# Mortoniella bilineata
Mortoniella bilineata är en nattsländeart som beskrevs av Georg Ulmer 1906. Mortoniella bilineata ingår i släktet Mortoniella och familjen stenhusnattsländor. Inga underarter finns listade i Catalogue of Life.